# Timur Vermes
Timur Vermes, född 1967 i Nürnberg, är en tysk journalist och författare. Han har studerat historia och politik i Erlangen efter gymnasiet och har sedan dess arbetat för olika tabloider, till exempel Köln Express.
År 2012 släppte han boken Han är tillbaka (tyska: Er ist wieder da) som är en politisk satir som handlar om Adolf Hitler som vaknar upp i Berlin 2011, det sista han minns är att han och Eva Braun sitter i soffan i bunkern. Sedan skildras Hitlers karriär som komiker i olika tv-program. Boken gavs ut på svenska i september 2013.
Filmrättigheterna till boken har köpts av Constantin Film och Vermes skall själv skriva manus.